# 李愔 (西凉)
李愔（?—?），字士正，陇西狄道（今甘肃临洮县）人。
李愔是西凉武昭王第四子，李谭、李歆、李让的弟弟、李恂、李翻、李豫、李宏、李眺、李亮的哥哥。李愔官至晋昌郡、敦煌郡太守。他的后代为陇西李氏镇远将军房，曾孙李系为平凉房。

## 家族
陇西李氏世系图